# Келихов
Келихов (укр. Келихів) — село в Заболотовской поселковой общине Коломыйского района Ивано-Франковской области Украины.
Население по переписи 2001 года составляло 410 человек. Занимает площадь 1,14 км². Почтовый индекс — 78340. Телефонный код — 03476.